# Iglesia de San Pedro (Gata)
La iglesia de San Pedro es el templo parroquial Iglesia católica de la villa española de Gata, situada al noroeste de la provincia de Cáceres. Fue declarada, dentro del conjunto de la villa, Bien de Interés Cultural mediante el "Decreto 28/1995, de 21 de marzo, por el que se declara Bien de Interés Cultural, con categoría de Conjunto Histórico, la localidad de Gata", publicado en el Diario Oficial de Extremadura el 1 de abril de 1995.
Data de 1508 en los inicios de las obras, concluyendo las mismas en 1609. Compuesta de tres puertas; la principal de ella es la de poniente labrada con un arco de cantería en redondo con una moldura y las otras dos puertas caen al norte y al mediodía. Madoz describe al templo con su esquematismo habitual: «El edificio es sólido, de piedra de sillería, todo de bóveda;
tiene una sola nave de 33 varas de longitud, 12 de latitud y 27 de elevación, con una capilla, sacristía y bautisterio igual piedra y fábrica, que se conoce a primera vista se hicieron con posterioridad a la iglesia. La torre, de planta cuadrada ocupa el ángulo sudooccidental de la iglesia, sobresaliendo la fachada, buena construcción de cantería, con doble acceso, desde el interior a través del coro alto, y desde el exterior».

## Exterior
Exteriormente, construida en su totalidad a base de sillares graníticos, ofrece un aspecto de gran solidez debido fundamentalmente a los engrosamientos de los contrafuertes del tramo de los pies; estos contrafuertes se organizan en dos cuerpos por una imposta cóncava con bolas; rematan en talud desde el que arranca en pequeño cuerpo prismático interrumpido antes de alcanzar la cornisa. La portada de los pies se abre un medio punto mientras las laterales, en comunicación con el primer tramo de la nave, se perfilan en arco apuntado, con arquivoltas y baquetones molduradas en gótico; sobre las puertas norte y sur aparecen magníficas ventanas cuadradas hoy cegadas; el cuadro se enmarca por una orla de bolas y ésta, a su vez, por decoración renacentista de candelieri; incluyéndose en el dintel de la septentrional animales fantásticos y una cabeza de romano. Lo más curioso de estas ventanas es precisamente la fusión,
en perfecta armonía; encima de la ventana norte está colocado un escudo con corona real que, según Guerra Hontiveros, corresponde a Felipe II. De los restantes vanos de iluminación, sobresale el rosetón de la fachada de poniente, con gran abocinamiento y embellecido con dos baquetones circulares. Como elementos decorativos, cabe reseñar la imposta cóncava con incrustación de bolas. Bajo la línea de la cornisa asoman en distintos puntos gárgolas con representaciones animadas.

## Interior
Interiormente, se organiza de una capilla rectangular y una nave dividida en dos tramos. La capilla mayor se abre por arco triunfal levemente apuntado, de gran desarrollo y complicado perfil a base de molduras prismáticas y cilíndricas; a la altura de la línea de capiteles arranca una ancha imposta en gola que recorre los lienzos del presbiterio, situándose unas extraordinarias representaciones de bulto de los animales del tretamorfos; la bóveda de dicha capilla es de cantería y crucería; la cubierta plantea con doble serie de terceletes, obteniéndose en consecuencia nueve claves; un arco levemente apuntado de sección tendente al triángulo divide la nave en dos tramos; la bóveda del primer tramo sigue un esquema de terceletes que se complica con la inclusión de numerosos combados; en los entrecruzamientos de los nervios –finos y de perfil triangular– aparecen 21 claves desornamentadas y barrenadas. En el tramo de los pies, los soportes que se adosan al muro son semicolumnas dóricas de muy buena labra; en la bóveda además de la base de terceletes y un círculo en torno a la clave polar, combados en curva-contracurva dibujan dos extraordinarias flores concéntricas de cuatro pétalos conopiales.

## Construcciones complementarias
Unida a la capilla mayor, se halla la sacristía, del siglo XVI. En el extremo de los pies, se encuentra la capilla de la Soledad, construida en 1708, se cubre con una cúpula sobre pechinas; sobre el muro del Evangelio, existe una pequeña capilla con acceso en medio punto y bóveda de cañón, es la capilla bautismal.